# Olga Cygan
Olga Cygan (ur. 1 lipca 1980 w Warszawie) – polska szpadzistka, indywidualna i drużynowa srebrna medalistka mistrzostw Europy (Funchal 2000, Zalaegerszeg 2005). Zwyciężczyni dwóch edycji Pucharu Świata (indywidualnie: Legnano 2001, drużynowo: Nankin 2007). W Mistrzostwach Świata najwyżej sklasyfikowana na 6. Miejscu (Nîmes 2001). Indywidualna Mistrzyni Polski we wszystkich kategoriach wiekowych, w tym dwukrotna mistrzyni Polski seniorów (Gliwice 1998, Katowice 2007).  
W 2007 roku zakończyła karierę sportową. W latach 2007– 2010 dziennikarka w redakcji sportowej TVP S.A. W latach 2008–2011 członek Zarządu Polskiego Związku Szermierczego. Pracowała w administracji sportowej. 
Została rzeźbiarką, mieszka i pracuje w Warszawie. Ukończyła studia na Wydziale Polonistyki Uniwersytetu Warszawskiego (2004) oraz Wydział Rzeźby Akademii Sztuk Pięknych w Warszawie (2017) – praca dyplomowa znalazła się na wystawie Coming Out Najlepsze Dyplomy ASP w Warszawie 2017.
Jest wnuczką historyka Henryka Rutkowskiego.